# Тризиния-Метана
Тризини́я-Ме́тана (греч. Δήμος Τροιζηνίας — Μεθάνων) — община (дим) в Греции. Входит в периферийную единицу Острова в периферии Аттика. Община Тризиния (Δήμος Τροιζηνίας) создана в 2010 году (ΦΕΚ 87Α) по программе «Калликратис» при слиянии общин Метана и Тризин. В 2014 году (ΦΕΚ 23Α) община была переименована. Включает часть бывшей епархии Тризиния (за исключением острова Порос). Население — 7143 человека по переписи 2011 года, площадь — 240,858 квадратного километра, плотность населения — 29,66 человека на квадратный километр. Административный центр — Галатас. Димархом на местных выборах 2014 года переизбран Констандинос Караянис (Κωνσταντίνος Δ. Καραγιάννης).

## Административное деление

Административное деление общины:
1 — Тризин
2 — Метана

Община (дим) Тризиния-Метана делится на 2 общинные единицы:
| Общинная единица | Сообщество        | Население (2011), человек |
| ---------------- | ----------------- | ------------------------- |
| Метана           | Кунупица          | 178                       |
| Метана           | Кипсели           | 92                        |
| Метана           | Лутрополи-Метанон | 1097                      |
| Метана           | Мегалохорион      | 290                       |
| Тризин           | Галатас           | 2522                      |
| Тризин           | Ано-Фанарион      | 287                       |
| Тризин           | Дриопи            | 1042                      |
| Тризин           | Карадзас          | 303                       |
| Тризин           | Тактикуполис      | 431                       |
| Тризин           | Тризин            | 901                       |